# Proioxis
Dans la mythologie grecque, Proioxis (grec ancien : Προΐωξις) était la personnification de l'assaut ou de la poursuite au combat (par opposition à Palioxis). Elle et sa sœur Palioxis (la fuite, la retraite) présidaient à l'assaut de la bataille. Elles étaient probablement comptées parmi les Makhai (Μάχαι), les daimôns du champ de bataille. Proioxis était similaire à Ioké avec laquelle elle se confond peut-être.

## Littérature classique
Il n'y a pas de mythe connu rattaché à Proioxis mais elle apparait dans la littérature antique :

### DansLe Bouclier d'Héraclès
Proioxis apparaît dans Le Bouclier d'Héraclès du Pseudo-Hésiode, une des nombreuses figures décrites sur ce dernier :
Il (Héraclès) prit dans ses mains son bouclier tout étincelant : jamais personne ne le brisa d'un coup ni ne l'écrasa. Et une merveille c'était à voir... Au centre était Phobos (Peur) travaillé en inflexible, indescriptible, regardant en arrière avec des yeux qui brillaient avec feu. Sa bouche était pleine de dents dans une rangée blanche, effrayante et intimidante, et sur son front sinistre planait l'effroyable Éris (Conflit) qui pare la foule d'hommes : elle est impitoyable, car elle a emporté l'esprit et les sens des pauvres malheureux qui firent la guerre au fils de Zeus... Sur le bouclier Proioxis (Poursuite) et Palioxis (Retraite) ont été forgées, et Homados (Tumulte), et Phobos (Panique), et Androktasia (Massacre). Éris (discorde et émulation pour la bataille) aussi, et Kydoimos (Confusion) se dépêchaient, et la mortelle Kèr (Destinée) était là tenant un homme nouvellement blessé...